# 仲小路廉

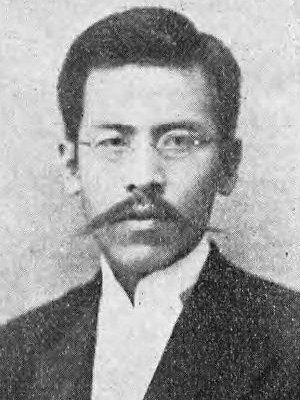
仲小路廉

仲小路 廉（なかしょうじ れん、慶応2年7月3日（1866年8月12日）- 1924年（大正13年）1月17日）は、日本の検察官、司法・逓信・内務官僚、貴族院勅選議員、枢密顧問官。旧名・喜久三。号は靄軒。

## 経歴
周防国徳山藩下士・仲小路休量の二男として生まれる。大阪府立中学を経て、府立開成学校卒業後、1887年（明治20年）に高等文官試験司法科の前身である判事検事登用試験に合格。そののち東京控訴院検事兼司法省参事官などを経て、行政裁判所評定官を務めた。こののち逓信省に転じて大臣官房長を務め、内務省に出向して土木局長、警保局長を歴任した後、1910年（明治43年）逓信次官となり官僚としての頂点を極めた。
退官後の1911年（明治44年）8月24日、貴族院勅選議員に勅任された。1912年（大正元年）に第3次桂内閣の農商務大臣として初入閣を果たすが、この内閣は2か月間の短命に終わっている。1916年（大正5年）の寺内内閣で再び農商務大臣となり、この時は約2年間にわたってこれを務めあげている。
1923年（大正12年）9月26日には枢密顧問官を拝命し、同年10月27日に貴族院議員を辞任した。それから間もない翌年1月17日脳溢血により満57歳で死去。墓所は青山霊園(1ロ8-1～14)。

## 栄典
位階
- 1924年（大正13年）1月18日 - 正三位[7]

勲章等
- 1906年（明治39年）4月1日 - 勲三等旭日中綬章[8]・明治三十七八年従軍記章[9]
- 1920年（大正9年）11月1日 - 勲一等瑞宝章[10]
- 1924年（大正13年）1月18日 - 帝都復興記念章[11]
- 1924年（大正13年）1月18日 - 旭日大綬章[7]

## 親族
- 二男：仲小路彰（歴史哲学者）
- 兄：仲小路市三（判事）[2]